# 吞龍重轟炸機
吞龍重轟炸機又名百式重爆撃機，編號Ki-49，盟軍稱它為「Helen」，1938年由大日本帝國陸軍提出作為三菱九七式重爆撃機的後繼，此機由中島飛機研製和生產，此外立川飛機株式會社和滿州飛機廠也有生產，但它只比九七式快一些，最快速度和載彈量也無明顯改進，唯一重大改良是加上20毫米口徑Ho-5機炮作為防衛火力

## 基本資料
- 乘員：8人（駕駛+副駕駛+水平投彈手+防衛機槍手）
- 機長：16.81米
- 翼展：20.42米
- 機高：4.25米
- 空重：6,540公斤
- 最重：11,090公斤
- 機翼面積：69.05平方米
- 最快速度：492公里/小時
- 航程：3,000公里
- 昇限：9,300米
- 發動機：2具中島Ha-109氣冷式發動機（1,520匹馬力）
- 武裝：5挺7.7毫米口徑八九式機槍+機後一挺20毫米口徑Ho-5機炮+1,000公斤炸彈

## 實戰
吞龍重轟炸機首先投入中國戰場，太平洋戰爭爆發後首先於1942年2月19日由新幾內亞起飛，前往轟炸澳洲達爾文港，但吞龍面對盟軍戰鬥機的攻擊仍顯得難以招架，例如在雷伊泰灣海戰當中就有大批吞龍被美國戰鬥機擊落，吞龍也有作為自殺飛機去撞擊美艦或加上雷達和磁異探測器去作為海上巡邏機，第二次世界大戰後仍有吞龍重轟炸機被印尼人用於對抗荷蘭軍，法軍也有3架吞龍用於中南半島對付由胡志明領導的越盟。

## 使用國家
- 日本
- 泰國
- 印度尼西亞
- 法國